# Volnesborch
Die Volnesborch, auch Bietzebargt genannt, ist eine abgegangene spätmittelalterliche Burg bei Holte in der Gemeinde Rhauderfehn im niedersächsischen Landkreis Leer.

## Geschichte
Die Geschichte der Volnesborch ist weitestgehend unbekannt. Sie wird in der historischen Überlieferung nur ein einziges Mal in einem Schiedsspruch aus dem Jahr 1409 genannt. In diesem legten die Städte Hamburg und Lüneburg eine Auseinandersetzung zwischen den Ostfriesische Häuptlingen Keno tom Brok, Hisko von Emden, Enno Cirksena von Norden und Haro Idzerda bei. Unter anderem wird darin erwähnt, dass Keno tom Brok einem Keno zu Volnesborch Schaden zugefügt hatte. Es bleibt unklar, ob dieser ebenfalls Häuptlingsrang besaß.

## Beschreibung
Die Volnesborch wird im Allgemeinen mit dem Bietzebarg identifiziert. Dies ist eine Gruppe von drei Hügeln mit einem Durchmesser von ungefähr 30 bis 40 Metern, von denen der westlichste am höchsten ragt. Im Norden und Westen kann man um diesen Hügel noch einen Graben erkennen, dem niedrige Wälle vorgelagert sind. Dort wurden durch den Archäologen Werner Haarnagel Ziegelsteinbruch und Keramikscherben des 10. bis 14. Jahrhunderts aufgefunden. 1896 soll hier noch eine Ringmauer vorhanden gewesen sein. Diese soll damals abgebrochen worden und die dadurch gewonnenen 18 Wagen Ziegelsteine zum Hausbau verwendet worden sein. Ein umgebender Graben sei mit Steinschutt verfüllt gewesen. Mit einer Sonde sollen im Hügel Kellerräume festgestellt worden sein.